# Уголино Гонзага
Уголино Гонзага (на италиански: Ugolino Gonzaga; * ок. 1320, Мантуа; † 14 октомври 1362, пак там) от род Гонзага е италиански кондотиер. Управлява град Мантуа заедно с баща си Гуидо и братята си Франческо и Луиджи от 1360 до 1362 г. Надарен с големи способности, особено в дипломатическата област, той е предопределен да наследи баща си.
Венецианската република, която се възмущава от връзката на Гонзага с господарите на Милано, организира заговор, който през 1362 г. води до убийството на Уголино от братята му Франческо и Лудовико благодарение на подкрепата на сем. Кастелбарко, приятели на венецианците.

## Произход
Уголино е най-големият син на Гуидо Гонзага (* 1290, † 1369), втори капитан на народа на Мантуа, и на третата му съпруга Беатрис дьо Бар (* 1310, † 1350). По бащина линия е внук на Луиджи I Гонзага, подест на Модена, Мантуа и Парма, господар на Мантуа и капитан на народа, имперски викарий, и Рикилда Рамберти от Ферара, а по майчина – на Едуард I дьо Бар, граф на Бар, и на Мария Бургундска. Има четири братя и една сестра:
- Луиджи II или Лудовико I (* 1334; † 1382), съгосподар на Мантуа, трети капитан на народа на Мантуа;
- Франческо († 1369), съгосподар на Мантуа, съпруг на Елена да Полента;
- Бернабо († 1366);
- Маргерита (*/† 14 век), съпруга на Якопино да Карара;
- Риналдо, служи на семейство Есте

Има и две природени сестри от първия брак на баща си, от които Беатриче е съпруга на Николо I д’Есте, съгосподар на Ферара и господар на Модена.

## Биография

### Връзка с Изабела Фиески
Изпратен в Милано през есента на 1346 г., за да представлява Гонзага при кръщението на синовете близнаци на господаря на Милано Лукино Висконти, Уголино се запознава със съпругата му Изабела Фиески. Изабела, по време на едно незабравимо пътуване през май 1347 г. по река По до Венеция, за да изпълни обет, намира начин да задоволи влечението си към Уголино без специални предпазни мерки. Това предизвиква войната, която Лукино, дотогава съюзник на рода Гонзага, започва срещу Мантуа през 1347-1348 г.
През 1350 г. Уголино заема все по-важна позиция в политическото управление на господството: 1350 – 1351 г. той се бие в провинцията на Болоня заедно с чичовците си Филипино и Фелтрино.  

### Заговор срещу Кангранде II дела Скала
През февруари 1354 г. Уголино е пряко замесен с брат си Франческо, чичо си Фелтрино, Федерико (син на Луиджи I Гонзага) и братовчед си Гулиелмо Гонзага, в заговора на Френяно Дела Скала, син на Мастино II дела Скала, срещу неговия брат и нов господар на Верона Кангранде II дела Скала. Френяно се възползва от пътуването на Кангранде II по повод брака на кондотиера Филипино Гонзага с Варена фон Хабсбург-Лауфенбург в Болцано, за да обяви смъртта му и да поеме контрола над град Верона. Кангранде II се връща незабавно и разбива противниците си, също благодарение на двусмисленото поведение на Висконти. Бернабо Висконти, изпратен от архиепископа да подкрепи Кангранде, залавя Уголино, който е дошъл да го посрещне, докато другите Гонзаги, които остават във Верона, са затворени от Кангранде и са откупени благодарение на венецианското посредничество за общата сума от 30 000 дуката. Цената, платена от Гонзага за венецианската помощ, е влизането им в коалицията срещу Лукино Висконти, която включва и родовете Да Карара и Есте, и която се свързва с император Карл IV, призован да дойде в Италия. През лятото Уголино участва с чичо си Фелтрино в операциите между Модена и Болоня: смъртта на архиепископ Джовани Висконти на 5 октомври 1354 г. спира военните действия, на които е сложен край с идването на Карл IV. Императорът пристига в Мантуа на 7 ноември и оттук издава множество дипломи за паданските господари и преговаря между лигата и Висконти. Гонзага получават потвърждение на викариата над Мантуа, Реджо и значим брой земи в района на Кремона и Бреша: Уголино от своя страна получава лична инвеститура с курията на Бигарело като благороднически феод (28 ноември 1354 г.). 

### Борба срещу Висконти
Уголино се присъединява към император Карл IV в Пиза през пролетта на 1354 г. и там осуетява заедно с Джовани II Палеолог, маркграф на Монферат, въстание срещу императора, подклаждано от сем. Гамбакорти. През април придружава императора до Сиена, опитвайки се да го убеди сериозно да застане на страна срещу сем. Висконти, господари на Милано (отслабени от бунта на Джовани Висконти ди Оледжо в Болоня) и вероятно се завръща в Мантуа в началото на лятото. Въпреки усилията на семейство Гонзага, които му пишат през зимата, за да го убедят да спази обещанията срещу Висконти, дадени през пролетта, Карл IV не се намесва срещу Висконти.
През пролетта на 1356 г. Гонзага, Оледжо, Алдобрандино III д’Есте и Джовани II Палеолог обединяват силите си в лига срещу Висконти , което води до ожесточени битки около Мантуа през лятото: Гонзага прибягват до наемническата дружина на Конрад Виртигер фон Ландау (граф Ландо) и Уголино командва войските на Гонзага по време на редуващи се операции, които продължават до следващата пролет, на фона на нарастващата умора на съперниците. Междувременно колективното управление на Мантуа и Реджо от синовете на Луиджи I Гонзага, почти напълно маргинализирани в ежедневното управление на властта, вижда своя край благодарение и на предприемчивостта на Уголино; нарастващото напрежение между кръвните роднини на Гонзага е засвидетелствано през 1356 г., когато синовете на чичо му Фелтрино заговорничат срещу баща му Гуидо, но преди всичко срещу него самия; след като са разкрити, те се укриват във Верона, докато Фелтрино, явно непознат в събитието, се помирява с брат си Гуидо.

### Наследство на Филипино Гонзага
През април 1356 г. кондотиерът Филипино Гонзага умира, оставяйки дъщеря си Джилиола като своя наследница. Въпросът за активите и прерогативите му незабавно се превръща в горещ въпрос: през юли 1357 г. Гуидо и чичо му Фелтрино Гонзага получават насилствено пълното дарение от Джильола, но през 1358 г. въпросът се усложнява от резултата от войната срещу Галеацо I Висконти и Бернабо Висконти. На 8 юни Гонзага сключват тежък мир с господарите на Милано, който, въпреки че им връща част от активите в Реджо, загубени по време на конфликта, налага на Луиджи I Гонзага, Гуидо и Фелтрино Гонзага да предадат на Бернабо Висконти всички техни активи със свободна собственост в градовете и областите на Мантуа и Кремона, с които те са реинвестирани като благородническо и законно владение.
През октомври 1358 г. Уголино се жени за Катерина Висконти, дъщеря на Матео II Висконти и Джилиола Гонзага, в Милано, като по този начин става, като потенциален настойник на всички наследници, истинският получател на наследството на Филипино, неохотно отстъпено от дъщеря му Джилиола на Гуидо и Фелтрино предната година. Така солидарността на консорциума между баща му Гуидо и чичо му Фелтрино навлиза в сериозна криза: Фелтрино има причина да се страхува, че брат му, подстрекаван от Уголино, който ясно разпознава, че стои зад маневрите на баща си, иска да продаде Реджо на Бернабо Висконти в замяна на отстъпването и повторното инвестиране с неговите свободни активи, от които той е принуден да се откаже през юни, и насилствено окупира Реджо, завладявайки го лично. На следващата година Джилиола, освободена от влиянието на Луиджи I Гонзага и с подкрепата на Уголино, нейния девер, се обръща към император Карл IV да постигне анулиране на дарението от 1357 г., което включва и Фелтрино, и по този начин получава отново контрол над активите си: през първите месеци на 1360 г. тя ги дарява на Уголино, в качеството си на настойник на новородения племенник Бернабо.

### Политически арбитър
От 1357 г., благодарение на напредналата възраст на Луиджи I Гонзага, все още формално капитан на народа на Мантуа, на смъртта на Филипино Гонзага, на скъсването с Фелтрино Гонзага и на очевидното съгласие на баща му Гуидо, Уголино остава по същество арбитър на политиката на Гонзага: тази фактическа ситуация е ратифицирано от императорската диплома, която свързва Уголино с баща му Гуидо и чичо му Фелтрино във викариата над Мантуа, Реджо и комуни Кремона и Бреша (10 февруари 1359 г.). Смъртта на Луиджи I и наследяването му от сина му Гуидо като капитан на народа на Мантуа през 1360 г. не повлияват на баланса на силите в Мантуа, тъй като Гуидо не изглежда способен да оспори политическата инициатива на първородния си син Уголино. Контрастите между Уголино и Фелтрино, които доминират в Реджо, и които узурпират някои важни мантуански замъци по границите с област Реджо, като Реджоло, Судзара и Гонзага, кара Уголино значително да засили политическото си съзвучие с Бернабо Висконти. Въпросът за Реджо се превръща в онези години в наболял въпрос за всички падански сили, защото събира вечно неспокойните фракции на Висконти, Скалиджери и Есте около конфликта между Фелтрино и Уголино. През 1361 г. става ясно, че Уголино и Гонзага от Мантуа биха предпочели да видят Реджо по-скоро в ръцете на Бернабо Висконти, отколкото в тези на Фелтрино.

### Смърт
Неочаквано събитие обаче променя хода на събитията: на 14 октомври 1362 г. Уголино е убит в Мантуа на 41-42 г. от братята си Луиджи и Франческо след обща вечеря. Погребан е в хора на катедралата в Мантуа до Луиджи I Гонзага и двете му съпруги. Уголино оставя след себе си, освен дъщеря си Теодора, която се омъжва за Федерико II Паоло Новело да Монтефелтро през 1365 г., вдовицата си Катерина Висконти и сина им Бернабо, който на свой ред умира през 1368 г. 
По-малките братя на Уголино се появяват в този момент в процеса на консолидиране на властта на Уголино по разрушителен и внезапен начин, тъй като няма следи от тяхното присъствие в политическия живот на Мантуа преди 1362 г. Епизодът е интерпретиран по два начина: поведението на Уголино оставя малко място за надеждите на по-малките му братя да бъдат свързани с управлението след смъртта на баща им Гуидо; едно по-широко тълкуване вижда Венецианската република въвлечена в заговора, притеснена от прекомерния провисконтски обрат на мантуанската политика на Гонзага. 
Според някои Гуидо Гонзага е бил принуден да приеме, против волята си, случилото се, а според други негови съвременници той има съвместна отговорност в убийството. Въпреки това братоубийците са оправдани от епископ Руфино на следващата година и те са свързани с баща им в имперския викариат на Мантуа през 1366 г.

## Брак и потомство
Жени се три пъти с цел да поддържа съюзи със силните на времето:
∞ 1. 1340 за Верде дела Скала († 1340, Мантуа), дъщеря на Албоино I дела Скала, господар на Верона, и на първата му съпруга Катерина Висконти, от която няма деца;
∞ 2. ок. 1342 за Емилия дела Герардеска († 1349, Мантуа), дъщеря на Бонифацио Новело, граф на Доноратико, господар на Пиза, и на Контелда Спинола, от която има една дъщеря:
- Теодора Гонзага (* ок. 1343, Мантуа; † 1365), чрез брак графиня на Урбино; ∞ 1. за граф Гуаландо ди Лоренцо ди Кастанието, от когото има 2 дъщери 2. 1365 за Федерико II да Монтефелтро († 1370), граф на Урбино, от когото има 4 сина и 1 дъщеря;

∞ 3. 1358 за Катерина Висконти (* 1342, † 1382), дъщеря на Матео II Висконти, господар на Милано, и на Джилиола Гонзага, и племенница на Бернабо Висконти, от която има един син:
- Бернабо Гонзага († 1368)[5]

Съюзът, който продължава до началото на XVI век, вкарва Гонзага заедно с Висконти във войните в Тоскана през 1342 и 1343 г. срещу рода Скалиджери.
Има и един извънбрачен син:
- Федерико Гонзага[6]